# Rosmalen
Rosmalen ist eine Ortschaft in der Gemeinde ’s-Hertogenbosch in den Niederlanden mit rund 23.000 Einwohnern (Stand: 1. Januar 2024).
Die erste urkundliche Erwähnung stammt aus dem Jahr 815. Bis zu seiner Eingemeindung nach ’s-Hertogenbosch 1996 war Rosmalen eine eigenständige Gemeinde.
In Rosmalen findet seit 1990 das ATP-’s-Hertogenbosch-Tennisturnier und seit 1996 das WTA-’s-Hertogenbosch-Tennisturnier statt, das einzige Rasentennis-Turnier der Niederlande. In unmittelbarer Nachbarschaft zum Turniergelände findet sich das Autotron-Automuseum.

## Verkehr
Rosmalen ist über die Bahnstrecke Tilburg–Nijmegen an das niederländische Eisenbahnnetz angeschlossen. Der Bahnhof Rosmalen ist der zweitmeistfrequentierte Bahnhof der Stadt ’s-Hertogenbosch.
Die niederländischen Autobahnen A2 und A59 haben Ausfahrten in Rosmalen.

## Veranstaltungen
In Rosmalen befindet sich das Technikmuseum Autotron. Hier finden, neben der ständigen Ausstellung, laufend diverse Messen, wie z. B. die Funkamateurmesse Nationaler Radio-Flohmarkt und seit 1988 die zweitägige Veranstaltung Rock Around The Jukebox statt.

## Persönlichkeiten
- Jeremy Antonisse (* 2002), Fußballspieler
- Caimin Douglas (* 1977), Sprinter
- Pieter Engels (1938–2019), Konzeptkünstler
- Randy Thenu (* 1986), Fußballspieler
- Annemarie Verstappen (* 1965), dreifache Medaillengewinnerin bei den olympischen Schwimmwettbewerben 1984
- Jeroen van Vliet (* 1965), Jazzmusiker
- Matthijs van Miltenburg (* 1972), Politiker